# Yabous, Syria
Yabous (tiếng Ả Rập: يابوس) là một ngôi làng của Syria ở huyện Qudsaya thuộc tỉnh Rif Dimashq. Theo Cục Thống kê Trung ương Syria (CBS), Yabous có dân số 369 trong cuộc điều tra dân số năm 2004.